# Hôtel Oloffson
 (juillet 2025).
L'Hôtel Oloffson, un manoir privé érigé à la fin du XIXe siècle, a été construit en 1935 à l'angle de la rue Capois et de l'avenue Christophe, au centre de Port-au-Prince, en Haïti. Il a été  plus tard transformé en hôtel, avant, il était connu sous le nom de « Greenwich Village des Tropiques » dans lequel on accueillait des célébrités: acteurs, des écrivains et des artistes dont Hemingway, Charles Adams et Graham Greene, Mick Jagger et Jackie Onassis. L'architecture est celle d'une maison en pain d'épices tropicale de la fin du XIXe siècle, un modèle de manoir tropical d'origine française. L'hôtel a inspiré Graham Greene en 1966 pour son roman, The Comedians.
Le 6 juillet 2025, au cours d'une période prolongée d'anarchie intense et de violence des gangs en Haïti, l'hôtel est incendié volontairement par la coalition de bandits armés « Viv ansanm »,.

## Architecture
Sa structure principale est un manoir en pain d'épice de style néogothique avec des treillis en bois, des tourelles et des flèches, situé dans un jardin tropical luxuriant. Né en France au sein d'une école de design axée sur les manoirs tropicaux, ce style féerique et aérien est également présent dans d'anciens quartiers résidentiels de la ville. « Très vertical et fantaisiste, avec de hauts plafonds et des vérandas en bois », c'est ainsi que Frederick Mangonès, un architecte haïtien, dépeint le style architectural du pain d'épices haïtien. Graham Green a écrit un jour : « Avec ses tours, ses balcons et ses décorations en bois sculpté, il avait l'air, la nuit, d'une maison de Charles Addams dans un certain nombre d'articles du New Yorker . »  L'élégant bâtiment était entouré de rues bondées de marchands pauvres et de mendiants, créant un contraste saisissant entre la richesse et les privilèges et la réalité d'Haïti .

## Histoire
Construit à la fin du XIXe siècle comme hôtel particulier, le bâtiment fut la résidence de Tirésias Simon Sam, chef d'une prestigieuse et influente famille de Port-au-Prince et président d'Haïti de 1896 à 1902. Le manoir a été construit par le fils de Tirésias, Démosthène Simon Sam. Les Sam vécurent dans le manoir jusqu'en 1915, date à laquelle leur cousin Vilbrun Guillaume Sam fut choisi parmi un groupe de puissants politiciens pour assumer le poste de président, le cinquième président en cinq ans. Guillaume ne sera président que cinq mois à peine. Sam avait agi durement contre ses opposants politiques, en particulier la population mulâtre la plus instruite et la plus riche. Le point culminant de ses mesures répressives eut lieu le 27 juillet 1915, lorsqu'il ordonna l'exécution de 167 prisonniers politiques, dont l'ancien président Oreste Zamor, détenu dans une prison de Port-au-Prince. La population furieuse s'est soulevée contre le gouvernement de Sam à mesure que la nouvelle des exécutions se répandait. Sam s'est enfui à l'ambassade de France où il a reçu l'autorisation d'asile, mais non sans avoir été attrapé par une foule en colère et mis en pièces.
Le président américain Woodrow Wilson, inquiet de la possibilité que le gouvernement haïtien soit saisi par Rosalvo Bobo. Ce dernier a été sympathisant des Allemands qui ordonna au Corps des Marines des États-Unis de rentrer à Port-au-Prince. Le manoir Sam a servi d'hôpital militaire américain durant l'occupation américaine de 1915 à 1934.
Tous les jeudis soir, il y a avait une performance avec le groupe RAM. Le dernier propriétaire de l’hôtel est Richard Auguste Morse. 